# Krompootdoodgraver
De krompootdoodgraver (Nicrophorus vespillo) is een kever uit de familie van de aaskevers (Silphidae). De wetenschappelijke naam van de soort werd in 1758 als Silpha vespillo gepubliceerd door Carl Linnaeus. De soort komt voor in delen van Europa, Azië en Noord-Amerika

## Beschrijving
De lengte is 12 tot 24 millimeter en de soort is te herkennen aan het overwegend zwarte lichaam, met twee brede vlekkerige oranje dwarsbanden op de dekschilden en opvallende, roodoranje uiteinden van de tasters. De glanzende dekschilden zijn korter dan het achterlijf, waardoor de laatste achterlijfssegmenten uitsteken. Deze hebben tussen ieder segment een lichte beharing, ook de dekschilden zijn omrand met een lichte, gele beharing, de onderzijde en poten zijn fijn behaard.
Er zijn verschillende soorten die uiterlijk lijken op de krompootdoodgraver, zoals de kleinere gewone doodgraver (Nicrophorus vespilloides) die echter geen oranje uiteinden van de tasters heeft. De zwarte doodgraver (Nicrophorus humator) wordt juist groter en is helemaal zwart, zwarte exemplaren komen bij de krompootdoodgraver wel voor maar zijn zeldzaam.

## Leefwijze

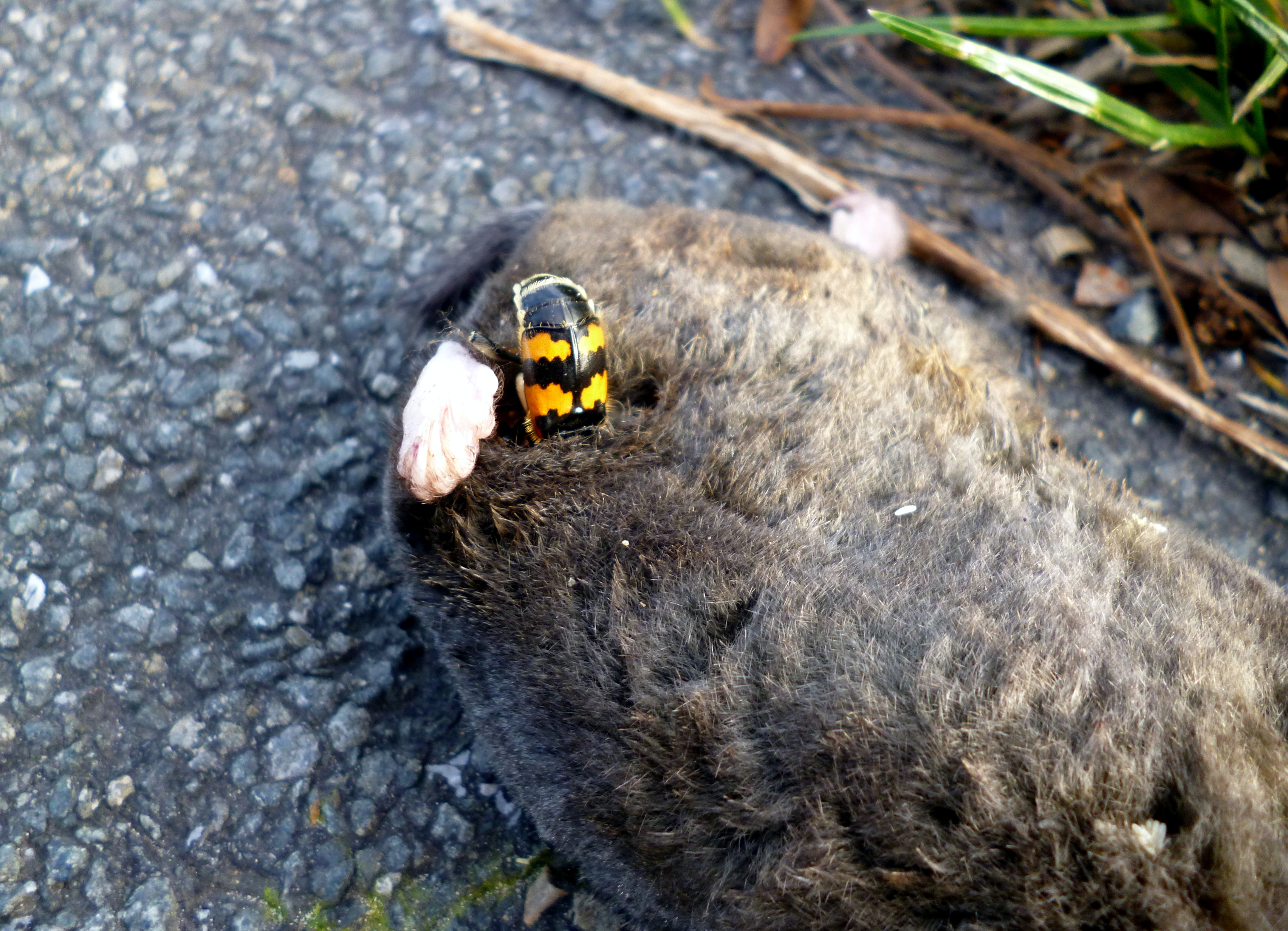
Een krompootdoodgraver op het kadaver van een mol

Een mannetje zoekt naar een kadaver met zijn goede reukvermogen, en scheidt vervolgens lokstoffen voor de vrouwtjes af door het achterlijf in de lucht te steken. Het komt ook voor dat een groepje kevers het aas begraaft, waarna het sterkste paar de overige kevers verjaagt. Na de paring wordt ook het mannetje door het vrouwtje weggejaagd.
Het kadaver betreft vaak een klein zoogdier zoals een muis of een vogel en wordt in een ronde kamer begraven, waarna het vrouwtje een zijgangetje graaft en in een speciaal kamertje de eitjes afzet, dit zijn er enige tientallen. Ze komen binnen een week uit, waarna de larven door de gang naar het aas kruipen. Ze worden opgewacht door de moeder die ze middels stridulatie lokt met kleine tjirpgeluidjes. De eerste tijd leven de larven van door de moeder voorverteerd voedsel in een soort kraamkamer. Na ongeveer een week verlaten de larven het kadaver en verpoppen in de grond. De poppen komen in hetzelfde jaar al uit en er kunnen zich meerdere generaties per jaar ontwikkelen. 
De krompootdoodgraver wordt vaak in de zomer gezien, maar komt het hele jaar voor.